# Mauisaurus
Mauisaurus ("reptil de Maui") es un género representado por una única especie de plesiosauroide elasmosáurido, que vivió en el Cretácico superior, entre 80 y 69 millones de años, en lo que hoy es Nueva Zelanda. Fue el mayor plesiosaurio, y de hecho el mayor reptil marino que existió en las aguas de Nueva Zelanda. Mauisaurus haasti es la única especie del género. Se han encontrado un puñado de especímenes, aunque solo unos pocos están bien preservados y casi completos. El otro plesiosaurio conocido de Nueva Zelanda, Tuarangisaurus keyesi, no se puede vincular como un pariente directo de Mauisaurus.

## Descripción
Mauisaurus fue notable debido a que tenía uno de los cuellos más largos (en términos de número de vértebras) de los plesiosaurios. Mauisaurus era bastante largo, llegando a medir hasta 20 metros de longitud. Como otros plesiosaurios, tenía un largo y esbelto cuerpo, con numerosas vértebras, permitiendo un movimiento flexible. En su envés, tenía 2 largas aletas. Estas ayudaban a nadar a altas velocidades, pero también permitían al plesiosaurio estar en la costa durante un corto periodo de tiempo. Mauisaurus era carnívoro, con afilados dientes que podrían haber sido utilizados para agarrar peces o calamares.